# Messenger (häst)
Messenger (född 1780- död 1808) var en hingst av rasen engelskt fullblod som importerades till USA 1788 från England, där han blev en framstående avelshäst för framförallt körhästar och galopphästar. Han blev även stamhingst till många andra olika hästraser bland annat den amerikanska travaren och den brittiska Norfolktravaren. Messenger var gråskimmel och tränades själv till galopphäst, men vann bara 10 lopp i England och tävlades aldrig i USA. Han är även farfarsfar till hingsten Hambletonian 10. 

## Historia
Messenger föddes 1780 efter hingsten Mambrino och ett undan ett okänt sto efter galopphästen Turf. Långt bak i stamtavlan kunde man även hitta den framstående galopphästen Flying Childers, och det gick även att spåra hans stamtavla till alla tre av det engelska fullblodets stamfäder, då främst Godolphin Arabian, men även Darley Arabian och Byerley Turk. Messenger föddes upp av John Pratt, en adelsman från Newmarket, London. Messengers far var en framstående travhäst men Messenger startades aldrig i trav, utan istället tränades han till galopphäst och startades i 16 lopp i England, varav han vann 10. Messenger användes även i aveln och i Storbritannien lade han grunden för de berömda Norfolktravarna, och även Hackneyhästen. 
I maj 1788 såldes Messenger till Sir Thomas Benger och exporterades till Philadelphia, Pennsylvania i USA men såldes 1793 till Henry Astor som då började erbjuda Messenger som avelshäst genom att annonsera i tidningar. Messenger betäckte en rad olika ston av olika kvalité i hela Pennsylvania, och även New York och New Jersey och avkommorna höll nästan alltid bra klass och hade uthållighet och snabbhet. En ättling tre generationer framåt var hingsten Hambletonian 10 som skulle bli stamfader till den amerikanska travaren och Montana Travlerhästen. Messenger är även stamhingst till flera andra amerikanska hästraser, då främst körhästar och grövre ridhästar som American saddlebred och Tennessee walking horse. 
Messenger dog den 8 januari 1808, vid 28 års ålder och begravdes på Long Island. Han ägdes då av Cornelius W Van Rantz. 

## Stamtavla
| Efter Mambrino gr. 1763   | Engineer br. 1755               | Sampson 1745                          | Blaze                         |
| Efter Mambrino gr. 1763   | Engineer br. 1755               | Sampson 1745                          | Okänt sto efter Hip           |
| Efter Mambrino gr. 1763   | Engineer br. 1755               | Okänt sto efter Young Greyhound       | Young Greyhound               |
| Efter Mambrino gr. 1763   | Engineer br. 1755               | Okänt sto efter Young Greyhound       | Okänt sto efter Curwen Barb   |
| Efter Mambrino gr. 1763   | Mare by Cade gr. 1751           | Cade br. 1734                         | Godolphin Arabian             |
| Efter Mambrino gr. 1763   | Mare by Cade gr. 1751           | Cade br. 1734                         | Roxana                        |
| Efter Mambrino gr. 1763   | Mare by Cade gr. 1751           | Okänt sto efter Little John gr. ~1741 | Bolton Little John            |
| Efter Mambrino gr. 1763   | Mare by Cade gr. 1751           | Okänt sto efter Little John gr. ~1741 | Durham's Favorite             |
| Undan Okänt sto blk. 1774 | Turf b. 1760                    | Matchem b. 1748                       | Cade                          |
| Undan Okänt sto blk. 1774 | Turf b. 1760                    | Matchem b. 1748                       | Okänt sto efter Partner       |
| Undan Okänt sto blk. 1774 | Turf b. 1760                    | Okänt sto efter Starling              | Ancaster Starling             |
| Undan Okänt sto blk. 1774 | Turf b. 1760                    | Okänt sto efter Starling              | Miss Romp                     |
| Undan Okänt sto blk. 1774 | Okänt sto efter Regulus b. 1761 | Regulus ch. 1739                      | Godolphin Arabian             |
| Undan Okänt sto blk. 1774 | Okänt sto efter Regulus b. 1761 | Regulus ch. 1739                      | Grey Robinson                 |
| Undan Okänt sto blk. 1774 | Okänt sto efter Regulus b. 1761 | Okänt sto efter Starling blk. 1753    | Ancaster Starling             |
| Undan Okänt sto blk. 1774 | Okänt sto efter Regulus b. 1761 | Okänt sto efter Starling blk. 1753    | Okänt sto, syster till Slipby |

## Hästraser som influerats av Messenger
- American saddlebred
- Amerikansk travare
- Georgian grande
- Hackneyhäst
- Hackneyponny
- Montana Travler
- Norfolktravare
- Shaleshäst
- Tennessee walking horse